# 縦横無尽
『縦横無尽』（じゅうおうむじん）は、日本のミュージシャン・宮本浩次の2枚目のオリジナルアルバム。2021年10月13日にユニバーサルシグマより発売された。

## 音楽性
オリジナルアルバムとしては、『宮本、独歩。』以来1年7か月ぶりとなるリリース。シングルとしてリリースされた「P.S. I love you」「shining」「sha・la・la・la」に加え、Huluオリジナルドラマ『死神さん』主題歌である「浮世小路のblues」やWOWOW欧州サッカーテーマソングである「この道の先で」といったタイアップ曲、柏原芳恵の楽曲「春なのに」のカバー、櫻井和寿とコラボレーションした楽曲「東京協奏曲」など全13曲を収録。

## リリース
初回限定宮本浩次縦横無尽盤、初回限定2021ライブベスト盤、通常盤の3形態で発売。初回限定宮本浩次縦横無尽盤はCD+DVD2枚組またはCD+Blu-ray、初回限定2021ライブベスト盤はCD+DVD、通常盤はCDのみ。初回限定宮本浩次縦横無尽盤は三方背ケース入りトールサイズ、初回限定2021ライブベスト盤はスリーブケース仕様となっている。また、初回限定宮本浩次縦横無尽盤には岡田貴之撮影による60ページのフォトブックが付属しており、2021年6月12日に東京ガーデンシアターで開催されたバースデーライブ『宮本浩次縦横無尽』のライブおよびバックステージ、リハーサル風景が収められている。
初回限定宮本浩次縦横無尽盤付属DVDおよびBlu-rayには、ライブ『宮本浩次縦横無尽』の模様を丹修一が再編集したライブ映像や、ドキュメンタリー映像『宮本浩次縦横無尽ドキュメント』、撮り下ろしインタビュー映像『宮本浩次縦横無尽後日談』を収録。初回限定2021ライブベスト盤付属DVDには、2021年に開催された3本のライブ『JAPAN JAM 2021』『宮本浩次縦横無尽』『音楽と髭達2021 -夏の約束-』からセレクトされた8曲分の映像と、「P.S. I love you」「sha・la・la・la」のミュージック・ビデオ、「sha・la・la・la」のミュージック・ビデオのメイキング映像が収録されている。
本作のアートディレクターは吉田ユニが担当。

## プロモーション
本作の発売を記念し、2021年10月11日にYouTubeでの生配信「宮本浩次のYouTuber大作戦!」を実施。約1時間に渡り、宮本によるトークや弾き語りの模様が配信された。同年11月3日には、生配信第二弾となる「宮本浩次のYouTuber大作戦! 生配信第二弾 ～アルバム『縦横無尽』ヒストリー～」が行なわれ、宮本が本作にまつわるエピソードを語った。

## ツアー
2021年10月20日から2022年6月12日まで、48会場50公演に渡る47都道府県ツアー『宮本浩次 TOUR 2021～2022 日本全国縦横無尽』を開催。このうち、ツアー最終公演となる2022年6月11日 - 12日の に行なわれた国立代々木競技場第一体育館公演は、『縦横無尽完結編 on birthday』と銘打たれ開催された。
サポートメンバーとして、小林武史（キーボード）、名越由貴夫（ギター）、キタダマキ（ベース）、玉田豊夢（ドラム）が帯同した。
ツアー初日となる2021年10月21日に行なわれた川口総合文化センター・リリア メインホール公演のライブ音源は、カバー・アルバム『秋の日に』の初回限定盤に収録されている。また、ツアー最終日となる2022年6月12日の国立代々木競技場第一体育館公演の模様は、映像作品『縦横無尽完結編 ON BIRTHDAY』で映像化されたほか、2022年8月14日にWOWOWでも放映された。映像作品『縦横無尽完結編 ON BIRTHDAY』には、本ツアーを追ったドキュメンタリー映像『Documentary of 日本全国縦横無尽』およびツアー各地の模様を紹介する映像『Memories of 日本全国縦横無尽』も収録されている。

## チャート成績
初週で約2.9万枚を売り上げ、2021年10月25日付のオリコン週間アルバムチャートで初登場2位を獲得。Billboard JAPAN週間総合アルバムチャート「Billboard Japan Hot Albums」では初登場3位にランクインした。

## 収録曲

### CD
- 全作詞・作曲：宮本浩次（#6, #7除く） / 全編曲・プロデュース：小林武史

1. 光の世界 [4:14]
2021年6月12日に東京ガーデンシアターで開催されたバースデーライブ『宮本浩次縦横無尽』で初披露されていた楽曲[23]。
2. stranger [3:39]
3. この道の先で [5:04]
  - 弦編曲：小林武史・四家卯大

WOWOW欧州サッカーテーマソング[13]。
4. 浮世小路のblues [4:45]
Huluオリジナルドラマ『死神さん』主題歌[12]。
ミュージック・ビデオが制作されており、宮本の公式YouTubeチャンネルで公開されている。監督は池田一真が務めた[24]。
5. 十六夜の月 [4:53]
  - 弦編曲：小林武史・四家卯大
6. 春なのに [3:51]
  - 作詞・作曲：中島みゆき / 弦編曲：小林武史・四家卯大

柏原芳恵の楽曲のカバー。
7. 東京協奏曲 / 宮本浩次 × 櫻井和寿 organized by ap bank [4:31]
  - 作詞・作曲：小林武史 / 弦編曲：小林武史・四家卯大

Bank Bandのベスト・アルバム『沿志奏逢4』収録曲。
8. passion [2:27]
4thシングル『sha・la・la・la』カップリング曲。
NHK『みんなのうた』（2021年6月 - 7月）[25]。
9. sha・la・la・la [4:27]
4thシングル。
テレビ朝日系木曜ドラマ『桜の塔』主題歌[26]。
10. just do it [3:24]
11. shining [4:09]
3rd配信限定シングル。
フジテレビ系ドラマ『桶狭間 OKEHAZAMA 〜織田信長〜』主題歌[27]。
12. rain -愛だけを信じて- [3:26]
13. P.S. I love you [5:09]
  - 弦編曲：小林武史・四家卯大

3rdシングル。
NHKドラマ10『ディア・ペイシェント 〜絆のカルテ〜』主題歌[28]。

### 初回限定宮本浩次縦横無尽盤付属Blu-ray, DVD
1. 宮本浩次縦横無尽 20210612 on Birthday 完全版
  1. 夜明けのうた
  2. 異邦人
  3. 解き放て、我らが新時代
  4. going my way
  5. きみに会いたい -Dance with you-
  6. 二人でお酒を
  7. 化粧
  8. ジョニィへの伝言
  9. あなた
  10. shining
  11. 獣ゆく細道
  12. ロマンス
  13. Do you remember?
  14. 冬の花
  15. 悲しみの果て
  16. P.S. I love you
DVDではここまでがDISC 1となる。
  17. passion
  18. 明日以外すべて燃やせ
  19. ガストロンジャー
  20. 今宵の月のように
  21. あなたのやさしさをオレは何に例えよう
  22. 昇る太陽
  23. ハレルヤ
  24. sha・la・la・la
  25. 光の世界
2. 宮本浩次縦横無尽ドキュメント
3. 宮本浩次縦横無尽後日談

### 初回限定2021ライブベスト盤付属DVD
1. 夜明けのうた (Live from JAPAN JAM 2021)
2. 異邦人 (Live from JAPAN JAM 2021)
3. Do you remember? (Live from JAPAN JAM 2021)
4. 化粧（Live from 宮本浩次縦横無尽）
5. 冬の花（Live from 宮本浩次縦横無尽）
6. ハレルヤ（Live from 宮本浩次縦横無尽）
7. sha・la・la・la (Live from 音楽と髭達2021 -夏の約束-)
8. 昇る太陽 (Live from 音楽と髭達2021 -夏の約束-)
9. P.S. I love you Music Video
10. sha・la・la・la Music Video
11. sha・la・la・la Music Video Making

## 参加ミュージシャン
- 宮本浩次：Vocal (#1 - #13), Guitar (#2, #4, #9), E. Guitar (#11)
- 櫻井和寿：Vocal (#7)
- 小林武史：Piano (#1 - #10, #12, #13), Keyboards (#1 - #13)
- 名越由貴夫：Guitar (#2 - #5, #7 - #10, #12, #13), E. Guitar (#11), A. Guitar (#11)
- 古川昌義：G. Guitar (#11)
- 須藤優 (XIIX)：Bass (#3, #5, #13)
- キタダマキ：Bass (#4, #8, #9)
- 伊賀航：Bass (#7)
- 玉田豊夢：Drums (#2 - #6, #8 - #13)
- 屋敷豪太：Drums (#7)
- Luis Valle：Trumpet (#7)
- 山本拓夫：Tenor Sax (#7), Baritone Sax (#7)
- 村田陽一：Trombone (#7)
- 四家卯大ストリングス：Strings (#5 - 7, #13)